# 스카이스크래퍼 (2018년 영화)
《스카이스크래퍼》(영어: Skyscraper)는 2018년 개봉한 미국의 액션 영화이다.

## 출연
- 드웨인 존슨 - 윌 소여
- 네브 캠벨 - 세라 소여
- 친 한 - 자오룽즈
- 롤란 묄레르 - 코레스 보타
- 파블로 슈라이버 - 벤
- 노아 테일러 - 미스터 피어스
- 쿤링 - 샤
- 맷 올리리 - 스키니 해커
- 바이런 맨 - 우 수사관
- 매케나 로버츠 - 조지아 소여
- 노아 코트렐 - 헨리 소여
- 케빈 랭킨 - 레이
- 에이드리언 홈스 - 아이아니 오케케
- 지 마 - 성 소방관
- 엘피나 룩
- 캐시 우 - 뉴스 캐스터
- 폴 맥길리언

## 화제
- 스카이스크래퍼 개봉 이전에 패러디를 만드는 인터넷 유저들이 많아서 화제가 되었다.

## 더 펄
더 펄(영어: The Pearl)는 홍콩에 위치한 빌딩이다. 지상 240층, 1,100m로 구성되어 있으며 샌프란시스코에서 가장 높은 마천루다.

## 같이 보기
- 타워 (2012년 대한민국 영화)